# Verstemmen (Stopfen)
Im Bauwesen bedeutet Verstemmen das Einbringen eines Materials in eine Fuge oder einen Schlitz durch Eintreiben mittels Hammer und Meißel. Im Endzustand ist das Material durch den Vorgang des Verstemmens so fest in die Fuge gestopft, dass es dauerhaft darin verbleibt. Sowohl elastische (z. B. Dichtbänder) als auch plastische (z. B. Bleiwolle) Werkstoffe können verstemmt werden.
Das Verstemmen von Hanfwolle oder ähnlichem Stopfmaterial in die Fugen zwischen den Planken eines Schiffsrumpfes ist ein Arbeitsgang beim Kalfatern.